# Clathrotropis brachypetala
Clathrotropis brachypetala är en ärtväxtart som först beskrevs av Louis René Tulasne, och fick sitt nu gällande namn av Anthonia Kleinhoonte. Clathrotropis brachypetala ingår i släktet Clathrotropis och familjen ärtväxter. Inga underarter finns listade i Catalogue of Life.